# Paral·lel 42° nord
El paral·lel 42° nord és una línia de latitud que es troba a 42 graus nord de la línia equatorial terrestre. Travessa Europa, la Mediterrània Àsia, l'Oceà Pacífic, Amèrica del Nord l'oceà Atlàntic.

## Durada del dia
En aquesta latitud, el sol és visible durant 15 hores i 15 minuts a l'estiu, i 9 hores i 7 minuts en solstici d'hivern.

## Arreu del món
Començant al meridià de Greenwich i dirigint-se cap a l'est, el paral·lel 42º passa per:
| Coordenades                                  | País, territori o mar        | Notes |
| -------------------------------------------- | ---------------------------- | --- |
|                                              | Països catalans              | Entra a la Franja de Ponent per Estopanyà i surt de Catalunya per Pals. |
| 42° 0′ N, 0° 0′ E / 42.000°N,0.000°E         | Espanya                      | Passa a la vora de Laluenga i Laperdiguera (província d'Osca) |
| 42° 0′ N, 3° 11′ E / 42.000°N,3.183°E        | Mar Mediterrània             | |
| 42° 0′ N, 8° 39′ E / 42.000°N,8.650°E        | França                       | Illa de Còrsega (entre Villanova i Ghisonaccia) |
| 42° 0′ N, 9° 27′ E / 42.000°N,9.450°E        | Mar Mediterrània             | Mar Tirrè |
| 42° 0′ N, 11° 58′ E / 42.000°N,11.967°E      | Itàlia                       | Passa just al nord de Roma |
| 42° 0′ N, 15° 0′ E / 42.000°N,15.000°E       | Mar Mediterrània             | Mar Adriàtic |
| 42° 0′ N, 19° 9′ E / 42.000°N,19.150°E       | Montenegro                   | |
| 42° 0′ N, 19° 23′ E / 42.000°N,19.383°E      | Albània                      | |
| 42° 0′ N, 20° 37′ E / 42.000°N,20.617°E      | Kosovo o Sèrbia              | Kosovo és un estat parcialment reconegut. Alguns estats consideren el seu territori com a part de Sèrbia. |
| 42° 0′ N, 20° 46′ E / 42.000°N,20.767°E      | Macedònia del Nord           | Passa a través de Skopje |
| 42° 0′ N, 22° 52′ E / 42.000°N,22.867°E      | Bulgària                     | |
| 42° 0′ N, 26° 56′ E / 42.000°N,26.933°E      | Turquia                      | |
| 42° 0′ N, 27° 25′ E / 42.000°N,27.417°E      | Bulgària                     | |
| 42° 0′ N, 27° 51′ E / 42.000°N,27.850°E      | Turquia                      | Per uns 300 m |
| 42° 0′ N, 27° 51.42′ E / 42.000°N,27.85700°E | Bulgària                     | Per uns 100 m |
| 42° 0′ N, 27° 51.52′ E / 42.000°N,27.85867°E | Turquia                      | Per uns 500 m |
| 42° 0′ N, 27° 52.08′ E / 42.000°N,27.86800°E | Bulgària                     | |
| 42° 0′ N, 28° 2′ E / 42.000°N,28.033°E       | Mar Negre                    | |
| 42° 0′ N, 33° 17′ E / 42.000°N,33.283°E      | Turquia                      | |
| 42° 0′ N, 33° 34′ E / 42.000°N,33.567°E      | Mar Negre                    | |
| 42° 0′ N, 34° 52′ E / 42.000°N,34.867°E      | Turquia                      | |
| 42° 0′ N, 35° 7′ E / 42.000°N,35.117°E       | Mar Negre                    | |
| 42° 0′ N, 41° 45′ E / 42.000°N,41.750°E      | Geòrgia                      | |
| 42° 0′ N, 46° 5′ E / 42.000°N,46.083°E       | Rússia                       | Daguestan - Per uns 2 km |
| 42° 0′ N, 46° 7′ E / 42.000°N,46.117°E       | Geòrgia                      | Per uns 3 km |
| 42° 0′ N, 46° 9′ E / 42.000°N,46.150°E       | Rússia                       | Daguestan |
| 42° 0′ N, 48° 20′ E / 42.000°N,48.333°E      | Mar Caspi                    | |
| 42° 0′ N, 52° 27′ E / 42.000°N,52.450°E      | Kazakhstan                   | |
| 42° 0′ N, 52° 48′ E / 42.000°N,52.800°E      | Turkmenistan                 | |
| 42° 0′ N, 54° 51′ E / 42.000°N,54.850°E      | Kazakhstan                   | |
| 42° 0′ N, 56° 0′ E / 42.000°N,56.000°E       | Uzbekistan                   | |
| 42° 0′ N, 57° 10′ E / 42.000°N,57.167°E      | Turkmenistan                 | |
| 42° 0′ N, 60° 0′ E / 42.000°N,60.000°E       | Uzbekistan                   | |
| 42° 0′ N, 66° 0′ E / 42.000°N,66.000°E       | Kazakhstan                   | |
| 42° 0′ N, 70° 20′ E / 42.000°N,70.333°E      | Uzbekistan                   | |
| 42° 0′ N, 70° 50′ E / 42.000°N,70.833°E      | Kirguizstan                  | |
| 42° 0′ N, 79° 50′ E / 42.000°N,79.833°E      | República Popular de la Xina | Xinjiang Gansu Mongòlia Interior |
| 42° 0′ N, 103° 3′ E / 42.000°N,103.050°E     | Mongòlia                     | |
| 42° 0′ N, 105° 56′ E / 42.000°N,105.933°E    | República Popular de la Xina | Mongòlia Interior Hebei Mongòlia Interior Hebei Mongòlia Interior Hebei Mongòlia Interior Liaoning Mongòlia Interior Liaoning Jilin                                                                               |
| 42° 0′ N, 128° 3′ E / 42.000°N,128.050°E     | Corea del Nord               | Passa a través de Mont Paektu |
| 42° 0′ N, 128° 29′ E / 42.000°N,128.483°E    | República Popular de la Xina | Jilin (Per uns 8 km) |
| 42° 0′ N, 128° 34′ E / 42.000°N,128.567°E    | Corea del Nord               | Hamgyong del Nord – Altiplà de Kaema - Passa just al nord de Cheongjin Passa just al sud de Raseon |
| 42° 0′ N, 130° 2′ E / 42.000°N,130.033°E     | Mar del Japó                 | Passa just al sud d'Okushiri, Japó |
| 42° 0′ N, 140° 7′ E / 42.000°N,140.117°E     | Japó                         | Illa de Hokkaidō |
| 42° 0′ N, 140° 53′ E / 42.000°N,140.883°E    | Oceà Pacífic                 | |
| 42° 0′ N, 143° 9′ E / 42.000°N,143.150°E     | Japó                         | Illa de Hokkaidō |
| 42° 0′ N, 143° 15′ E / 42.000°N,143.250°E    | Oceà Pacífic                 | |
| 42° 0′ N, 124° 13′ O / 42.000°N,124.217°O    | Estats Units                 | Frontera Oregon / Califòrnia Frontera Oregon / Nevada Frontera Idaho / Nevada Frontera Idaho / Utah Wyoming Nebraska Iowa Illinois - Passa a través de Chicago                                                    |
| 42° 0′ N, 87° 39′ O / 42.000°N,87.650°O      | Llac Michigan                | |
| 42° 0′ N, 86° 33′ O / 42.000°N,86.550°O      | Estats Units                 | Michigan |
| 42° 0′ N, 83° 11′ O / 42.000°N,83.183°O      | Llac Erie                    | |
| 42° 0′ N, 82° 58′ O / 42.000°N,82.967°O      | Canadà                       | Ontario |
| 42° 0′ N, 82° 29′ O / 42.000°N,82.483°O      | Llac Erie                    | |
| 42° 0′ N, 80° 26′ O / 42.000°N,80.433°O      | Estats Units                 | Pennsilvània (Erie County) Frontera Nova York–Pennsilvània Nova York Connecticut – just cap al sud de la frontera amb Massachusetts Rhode Island – just cap al sud de la frontera amb Massachusetts Massachusetts |
| 42° 0′ N, 70° 42′ O / 42.000°N,70.700°O      | Badia de Cape Cod            | |
| 42° 0′ N, 70° 5′ O / 42.000°N,70.083°O       | Estats Units                 | Massachusetts (Truro, Cape Cod) |
| 42° 0′ N, 70° 2′ O / 42.000°N,70.033°O       | Oceà Atlàntic                | |
| 42° 0′ N, 8° 53′ O / 42.000°N,8.883°O        | Espanya                      | |
| 42° 0′ N, 8° 39′ O / 42.000°N,8.650°O        | Portugal                     | |
| 42° 0′ N, 8° 7′ O / 42.000°N,8.117°O         | Espanya                      | |

## Estats Units

El paral·lel 42° nord defineix les fronteres entre estats als Estats Units

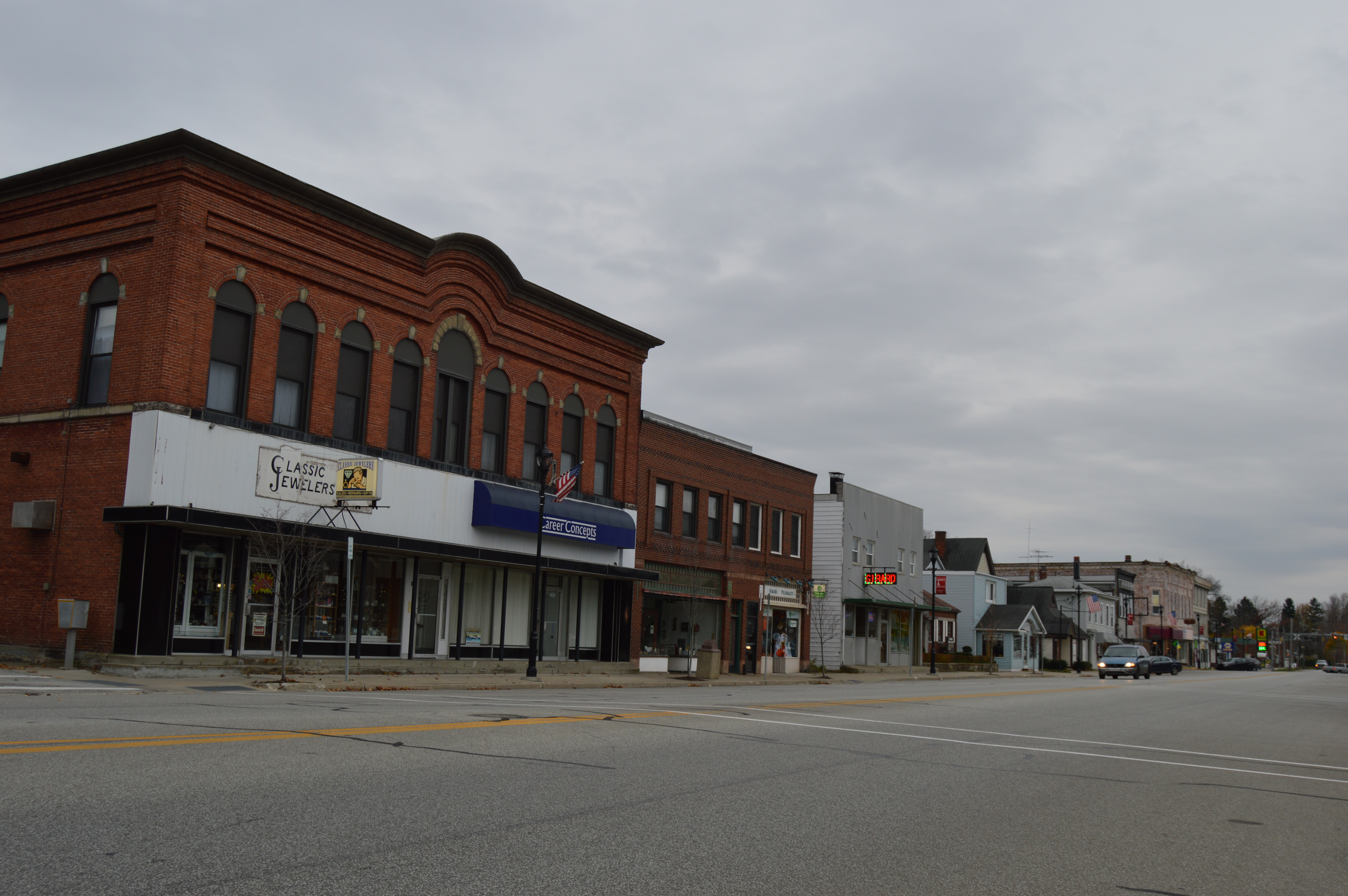
Travessant el paral·lel a Girard, Pennsilvània

El paral·lel 42° forma la major part de la frontera entre Nova York i Pennsilvània, tot i que a causa de la topografia imperfecta en 1785-1786, aquest límit es passeja en ambdós costats del veritable paral·lel. L'àrea al voltant del paral·lel en aquesta regió es coneix com a Twin Tiers.
El paral·lel 42 fou acordat com a límit nord de l'Imperi Espanyol pel Tractat d'Adams-Onís de 1819 amb els Estats Units, que va establir el paral·lel com a frontera entre aproximadament el Virregnat de Nova Espanya del Regne d'Espanya i el territori occidental dels Estats Units del meridià de l'aiguaneix del riu Arkansas a l'oest de l'oceà Pacífic. El Tractat de Guadalupe Hidalgo de 1848 va cedir gran part del que era al nord de Mèxic als Estats Units; com a resultat, els nous estats de la unió creats partir de territori mexicà (Califòrnia, Nevada i Utah) tenen el paral·lel 42 ° Nord com la seva frontera nord, i els contigus d'Oregon i Idaho tenen el paral·lel com la seva frontera sud.
El paral·lel passa pels estats de Wyoming, Nebraska, Iowa, Illinois, Michigan, Pennsilvània, Nova York, Connecticut, Rhode Island i Massachusetts.

## Canadà
El paral·lel 42° nord passa per l'extrem meridional del llac Michigan i llac Erie. Part de la frontera acuàtica entre Canadà i els Estats Units passa al sud del paral·lel 42. La punta sud de la província canadenca d'Ontario a penes va cap al sud de Point Pelee i l'illa Pelee, mentre que la part més meridional d'Essex (Ontario) a Colchester, se situa a sota del paral·lel 42.